# Sophie Pedersen
Sophie Petrine Pedersen (15 de janeiro de 1885 – 1 de outubro de 1950) foi uma pintora dinamarquesa. Ela especializou-se em paisagens, incluindo cenas das ruas e parques de Copenhaga, mas também criou retratos e pinturas de figuras. De 1921 a 1924, ela dirigiu a Sociedade Dinamarquesa de Artistas Femininas (Kvindelige Kunstneres Samfund).

## Biografia
Nascida no distrito de Frederiksberg, em Copenhaga, Sophie Petrine Pedersen era filha do carpinteiro e fabricante Jacob Pedersen e de Cathrine Olsen. Depois de realizar estudos preparatórios na Escola de Artes e Ofícios para Mulheres, a partir de 1904 ela estudou na Real Academia Dinamarquesa de Belas Artes com Viggo Johansen e Sigurd Wandel, graduando-se em 1910.
Pedersen pintou retratos, pinturas de figuras e, sobretudo, paisagens. Além das pinturas de rua de Copenhaga, as suas paisagens incluem cenas do sul da França e da Grécia, que ela pintou durante as suas viagens nos anos 1920 e no início dos anos 1930. Conforme ela amadureceu, as suas obras tornaram-se mais impressionistas e mais claras nas suas cores. Ela expôs pela primeira vez nas Exposições de Primavera de Charlottenborg em 1908, onde continuou a apresentar o seu trabalho pelo resto da sua vida. Ela também participou nas Exposições de Outono de Charlottenborg e numa série de eventos a título individual. Pedersen foi um dos primeiros membros activos da Sociedade Dinamarquesa de Artistas Femininas, servindo como presidente de 1921 a 1924.
Sophie Pedersen morreu no dia 1 de outubro de 1950 e está enterrada no cemitério Asminderød em Fredensborg.